# Райлінген
Райлінген (нім. Reilingen) — громада в Німеччині, знаходиться в землі Баден-Вюртемберг. Підпорядковується адміністративному округу Карлсруе. Входить до складу району Рейн-Неккар.
Площа — 16,35 км2. Населення становить 7824 ос. (станом на 31 грудня 2020).